# Edificio del Banco Español de Crédito
L'Edificio del Banco Español de Crédito è un edificio storico della città di Barcellona in Spagna. 

## Storia
L'edificio venne eretto tra il 1940 e il 1950 per il Banco Español de Crédito secondo il progetto dell'architetto spagnolo Eusebi Bona. Il lotto su cui sorge l'edificio era precedentemente occupato dall'Hotel Colón.
Il palazzo è stato convertito in un hotel nel 2018.

## Descrizione
L'edificio, di stile classico spogliato, si affaccia sulla Plaça de Catalunya nel centro di Barcellona. È realizzato in pietra e si compone di due corpi, uno principale più basso e una torre, entrambi coronati da dei volumi più arretrati. La cima della torre presenta una soluzione ritmica di pilastri e vani con finestre lavorate in ferro battuto. Il piano terreno combina colonne e pilastri di marcato carattere classicista che si contrappongono alle finestre del primo piano, riccamente decorate da timpani curvi e triangolari in un elaborato gioco manierista. La torre si eleva sobria completando l'edificio e presentando anch'essa timpani sopra le finestre che riprendono quelli delle facciate del corpo principale.

## Galleria d'immagini

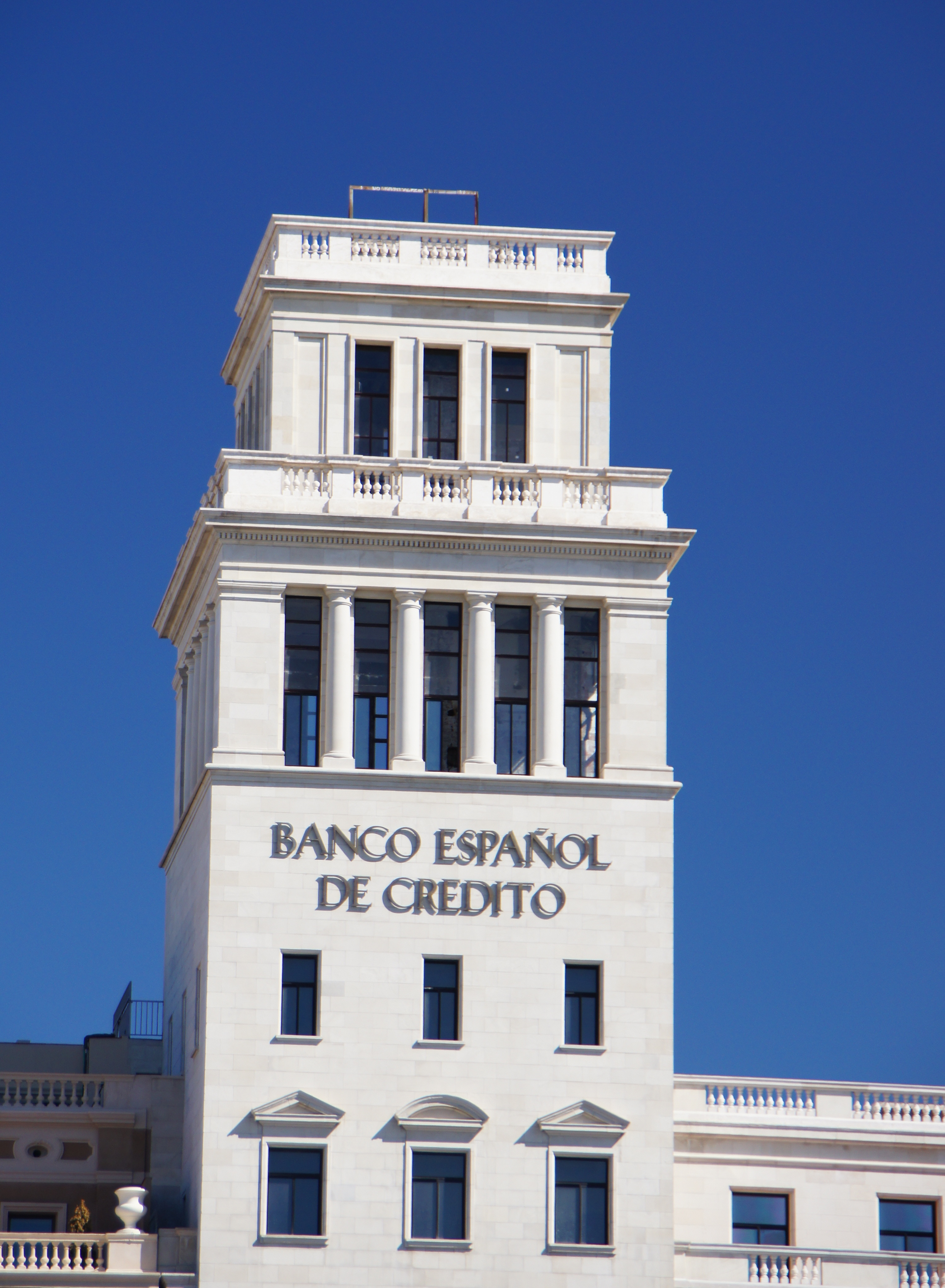
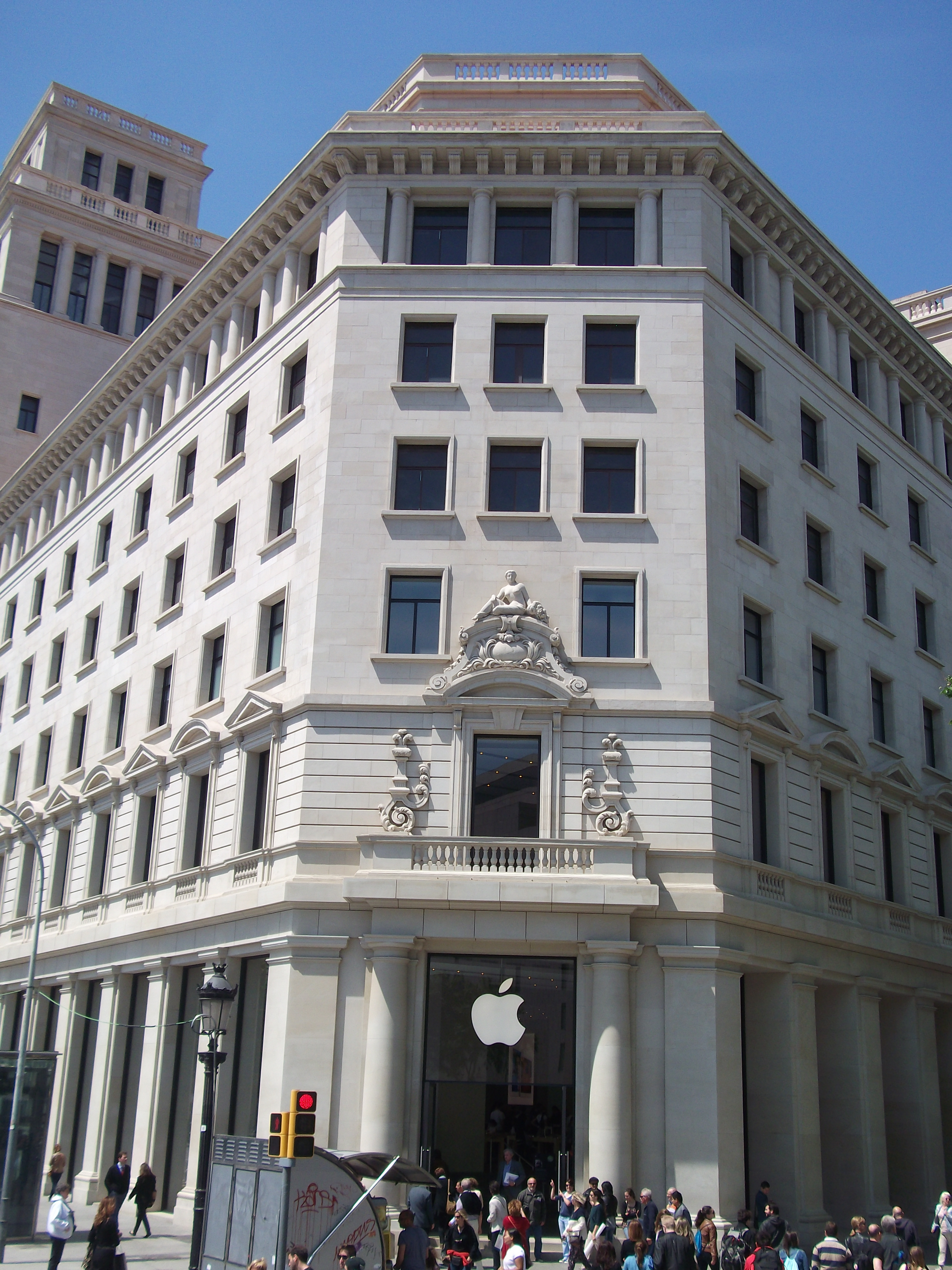
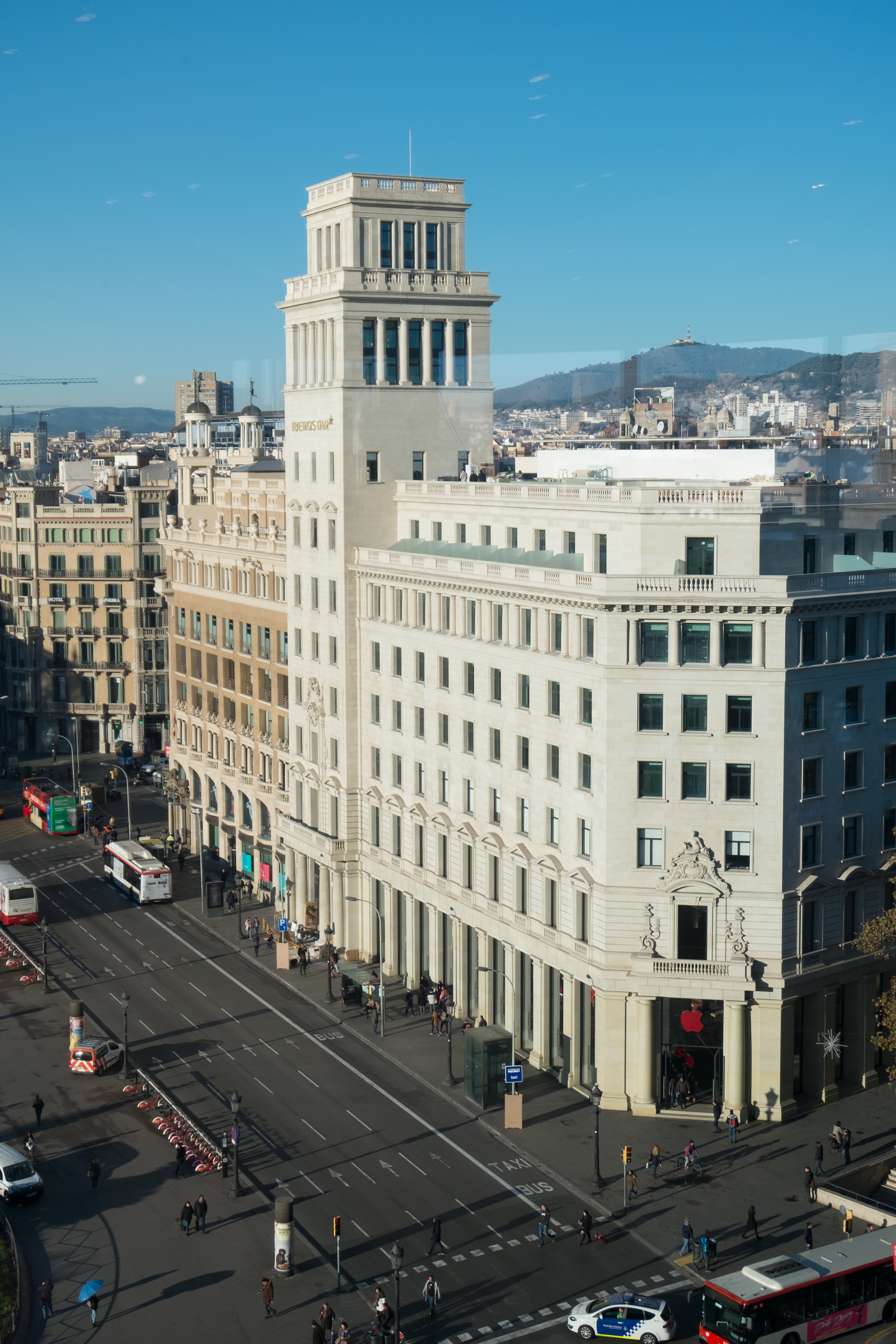